# E-postprogram
Ett e-postprogram är ett datorprogram för att hämta, läsa, hantera, skriva och skicka e-post. E-postprogrammen kommunicerar med e-postservrar som vidarebefordrar meddelandena.
Då man explicit vill skilja mellan e-postklienter och e-postservrar (jfr klient och server) kallar man på engelska formellt de förra för mail user agent (MUA).

## Hämtande av e-post
E-post förmedlas via e-postservrar till användarnas e-postlådor. Dessa kan ligga som filer eller kataloger eller i en databas i den egna datorn eller på en filserver eller också kan de finnas på en server som ger tillgång till dem med protokollet POP3, IMAP eller liknande eller med protokollet HTTP, att hanteras med en webbläsare. I det sistnämnda fallet behövs ingen skild e-postklient.
E-postprogrammet måste vanligen konfigureras så att det känner till på vilken dator, med vilket protokoll, användarnamn och lösenord och vilken sökstig de olika postlådorna hittas. Ifall protokollet ifråga inte stöder avancerade funktioner hämtas vanligen ny e-post till den egna datorn för att lagras i lokala postlådor. IMAP-protokollet tillåter att olika delar av e-posten hämtas skilt och att e-breven flaggas på olika sätt och protokollet används vanligen så att e-posten kopieras över endast för läsning och i övrigt administreras på servern.

## Läsande
De flesta e-postprogram stöder flera postlådor, dels på olika servrar, dels till exempel för att sortera e-posten enligt hur brådskande den är och vad den hänför sig till. En del e-postläsare klarar dessutom att visa diskussionstrådar och gömma trådar som för tillfället är mindre intressanta.
Då en användare vill läsa ett enskilt e-postmeddelande hämtar e-postprogrammet detta från postlådan (lokalt eller från servern), analyserar dess struktur, avgör vilka delar som skall visas och avkodar dem vid behov och kallar vid behov på extern programvara. Normalt består ett meddelande antingen av ren text eller ett följebrev och bilagor och det som visas är antingen meddelandet i sin helhet eller följebrevet.
En del e-postprogram skickar följebrevet dels som ren text, dels som HTML, och en del e-postprogram har en enkel inbyggd webbläsare eller HTML-tolk för att kunna tolka HTML-koden. En del e-postprogram är i första hand webbläsare eller nära integrerade med en webbläsare som de kallar på vid behov. Åtminstone i de senare fallen är det vanligt att e-postprogrammet också direkt kan öppna bilder som bifogats brevet eller hämta bilder som länkats in.
För olika delar i e-brevet kan avsändaren ange huruvida de är avsedda att visas automatiskt eller som bilaga. Därtill kan varje del skickas i alternativa format. De flesta e-postprogram begränsar av datasäkerhetsskäl vad de visar utan användarens explicita åtgärder. Då bilder hämtas över nätet betyder det att avsändaren kan se när brevet läses. Om programkod (till exempel javascript, ActiveX, något makrospråk eller egentliga datorprogram) exekveras är risken större att säkerhetshål kan utnyttjas.
När användaren väljer att öppna en bilaga visas denna antingen direkt av e-postprogrammet eller så att ett externt visningsprogram som klarar filformatet (PDF, ordbehandlares egna format o.s.v.) startas. Vanligen väljs visningsprogrammet på basen av den innehållsupplysning som finns med i e-brevet (MIME: Content-Type), men i vissa fall sluter sig e-postprogrammet eller operativsystemet sig till lämpligt visningsprogram på basen av föreslaget filnamn (filändelsen) eller bilagans innehåll. Om inget lämpligt visningsprogram hittas föreslås vanligen att filen sparas med ett namn föreslaget av avsändaren.
Ibland bedöms risken för att en bilaga är en trojansk häst enligt vilken filtyp det verkar vara frågan om, medan visningsprogrammet väljs enligt filtypen härledd på ett annat sätt, varvid riskanalysen blir felaktig. Därför, och på grund av möjliga säkerhetsluckor i själva visningsprogrammen, uppmanas användare ofta att inte öppna bilagor i suspekt e-post. Om ett pålitligt visningsprogram kan väljas explicit borde vilken som helst bilaga kunna studeras.

## Skrivande av e-post
De flesta e-postprogram har en inbyggd textredigerare för författande av e-brev, ofta också möjligheten att använda en extern textredigerare. En del program låter användaren välja fonter och färger och skickar meddelandet som ”HTML” istället för som ren text, oftast med en alternativ textversion för de e-postprogram som inte tolkar HTML-kod. HTML-koden är ofta inkorrekt och mycket klumpig.
Om meddelandet skall vara ett svar på ett tidigare meddelande ges vanligen möjligheten att citera detta, och en del rubrikfält, såsom mottagaradressen, fylls i färdigt.
Färdiga dokument eller dokument i format som e-postprogrammet inte klarar att redigera kan bifogas e-posten. E-poststandarden stöder att man bifogar olika versioner av ett dokument, till exempel ren text för läsning på skärmen, PDF för utskrift och det ursprungliga dokumentet i något annat format (märkspråk, ordbehandlares format). Vanligen är stödet för att märka bilagor som alternativa svagt.

## Jämförelse av e-postklienter
De följande tabellerna visar viss allmän och teknisk information för ett antal E-postprogram. Mer information finns på de olika produkternas respektive webbplatser. Denna tabell är inte fullständig eller nödvändigtvis aktuell.
|                     | Skapare                            | Första officiella utgåvan | Kostnad (USD)                  | Programvarulicens                    | Nuvarande renderingsmotor för HTML |
| ------------------- | ---------------------------------- | ------------------------- | ------------------------------ | ------------------------------------ | ---------------------------------- |
| Apple Mail          | Apple Inc.                         | ?                         | En del av OS X                 | ?                                    | ?                                  |
| Evolution E-post    | Novell Inc                         | ?                         | En del av GNOME                | GPL                                  | ?                                  |
| GroupWise           | Novell Inc                         | ?                         | ?                              | ?                                    | ?                                  |
| Kmail               | KDE                                | ?                         | En del av KDE                  | GPL                                  | KHTML?                             |
| Mozilla mail        | Mozilla Foundation                 | 7 december 1998           | Gratis                         | MPL, MPL/GPL/LGPL trippellicenserad  | Gecko                              |
| Mozilla Thunderbird | Mozilla Foundation                 | 2002?                     | Gratis                         | MPL, MPL/GPL/LGPL trippellicenserad  | Gecko                              |
| Mutt                | Thomas Roessler                    | 1995                      | Gratis                         | GPL                                  | ?                                  |
| Microsoft Outlook   | Microsoft                          | 17 mars 1995              | En del av Microsoft Office     | Proprietär                           | ?                                  |
| Outlook Express     | Microsoft                          | 1991                      | En del av Windows till XP      | Proprietär                           | ?                                  |
| Pine                | University of Washington i Seattle | 1989                      | Gratis                         | Halvfri                              | ?                                  |
| SeaMonkeymail       | SeaMonkey Council                  | 30 januari 2006           | Gratis                         | MPL, MPL/GPL/LGPL trippellicensierad | Gecko                              |
| Windows Mail        | Microsoft                          | ?                         | En del av Windows från Vista   | Proprietär                           | ?                                  |
| WordPerfect MAIL    | Corel Corporation                  | ?                         | En del av WordPerfect Office ? | ?                                    | ?                                  |
|                     | Skapare                            | Första officiella utgåvan | Kostnad (USD)                  | Programvarulicens                    | Nuvarande renderingmotor           |